# Binnenkanal

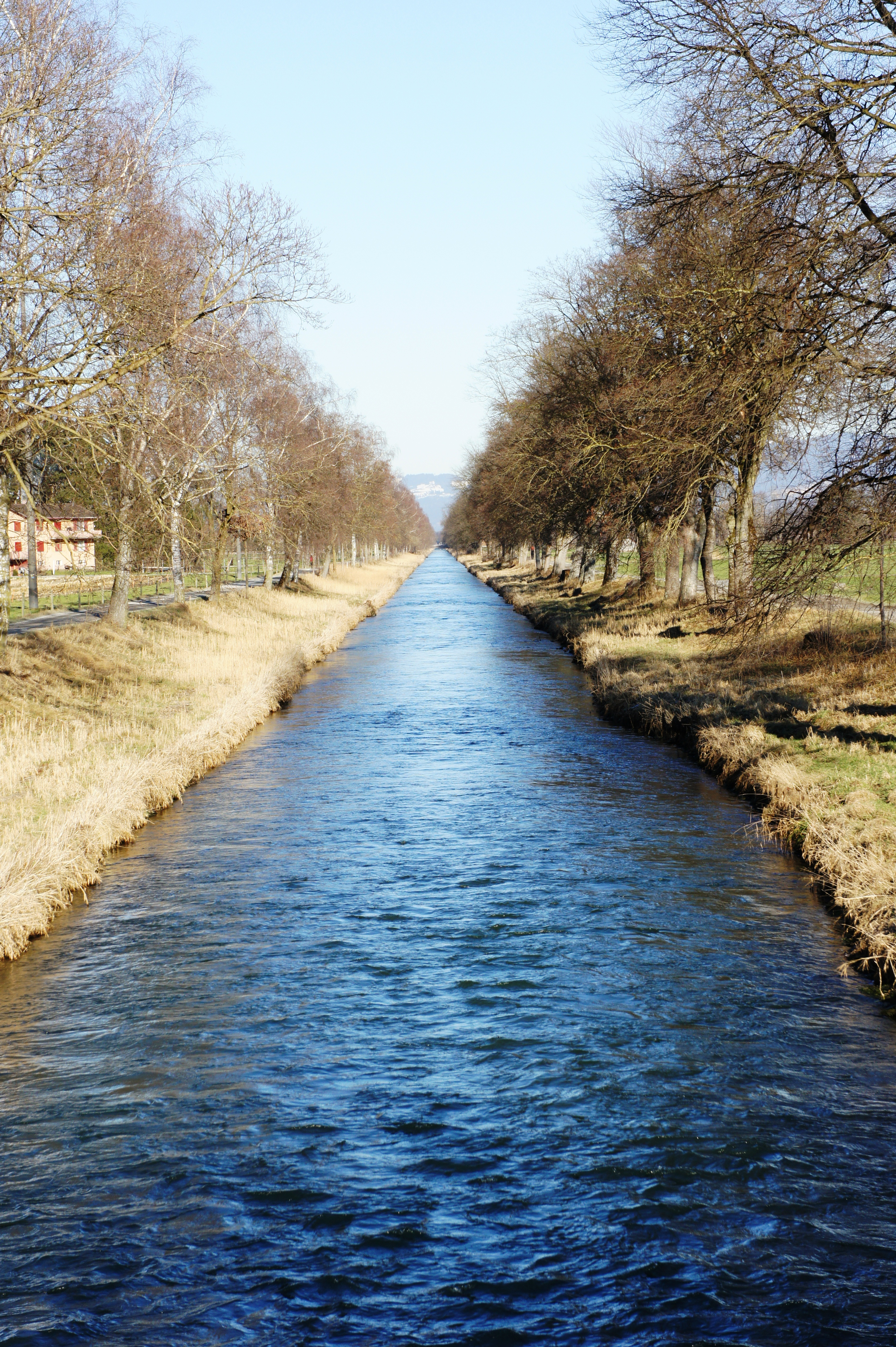
Rheintaler Binnenkanal
im St. Galler Rheintal

Binnenkanal ist die Bezeichnung für einen Kanal, der in flachem Gelände verschiedene kleinere Fließgewässer sammelt, um sie einem Fluss oder See zuzuführen. Binnenkanäle verlaufen oft parallel zu einem kanalisierten Fluss und sorgen dafür, dass der Flussdamm durch den Zufluss von seitlichen Gewässern nicht oder nur wenige Male unterbrochen werden muss.
Beispiele sind Binnenkanäle, wie der Rheintaler Binnenkanal, der Werdenberger Binnenkanal, der Liechtensteiner Binnenkanal und der Vorarlberger Rheintalbinnenkanal, die im Zusammenhang mit der Rheinregulierung im nördlichen Alpenrheintal entstanden sind. Im Zuge der Linthkorrektion im Linthgebiet und mit dem Hochwasserschutz an der Thur im Kanton Thurgau sind ebenfalls Binnenkanäle erstellt worden. Ebenso entstanden entlang der Aare solche Bauwerke, wie der Binnenkanal bei Klingnau im Aargau.